# Necrobiopsis tasmanicus
Necrobiopsis tasmanicus is een keversoort uit de familie schorsknaagkevers (Trogossitidae). De wetenschappelijke naam van de soort werd in 1964 gepubliceerd door Roy Crowson.